# Jean Byron
Jean Byron, nata Imogene Audette Burkhart e anche nota come Jean Audette o Jean Burkhart (Paducah, 10 dicembre 1925 – Mobile, 3 febbraio 2006), è stata un'attrice statunitense.

## Filmografia parziale

### Cinema
- La tigre sacra (Voodoo Tiger), regia di Spencer Gordon Bennet (1952)
- Il mostro magnetico (The Magnetic Monster), regia di Curt Siodmak (1953)
- Gli amori di Cleopatra (Serpent of the Nile), regia di William Castle (1953)
- La valle degli uomini luna (Jungle Moon Men), regia di Charles S. Gould (1955)
- Quella che avrei dovuto sposare (There's Always Tomorrow), regia di Douglas Sirk (1956) - non accreditata
- Johnny Concho, regia di Don McGuire (1956)
- Assalto dallo spazio (Invisible Invaders), regia di Edward L. Cahn (1959)
- Il muro dei dollari (Wall of Noise), regia di Richard Wilson (1963)
- L'implacabile omicida (Flareup), regia di James Neilson (1969)
- 1999: conquista della Terra (Conquest of the Planet of the Apes), regia di J. Lee Thompson (1972) - non accreditata
- Dimmi, dove ti fa male? (Where Does It Hurt?), regia di Rod Amateau (1972)
- Valet Girls, regia di Rafal Zielinski (1986)
- The Perfect Match, regia di Mark Deimel (1987)
- Pucker Up and Bark Like a Dog, regia di Paul S. Parco (1989)

### Televisione
- The Ford Television Theatre – serie TV, 1 episodio (1954)
- Mayor of the Town – serie TV, 38 episodi (1954)
- The Pepsi-Cola Playhouse – serie TV, 4 episodi (1953-1955)
- Le avventure di Rin Tin Tin (The Adventures of Rin Tin Tin) – serie TV, 2 episodi (1954-1955)
- Studio 57 – serie TV, 6 episodi (1954-1956)
- Stage 7 – serie TV, episodio 1x12 (1955)
- TV Reader's Digest – serie TV, 4 episodi (1955-1956)
- Scienza e fantasia (Science Fiction Theatre) – serie TV, 4 episodi (1955-1956)
- 77º Lancieri del Bengala (Tales of the 77th Bengal Lancers) – serie TV, episodio 1x01 (1956)
- Celebrity Playhouse – serie TV, episodio 1x20 (1956)
- Frida (My Friend Flicka) – serie TV, episodio 1x39 (1956)
- State Trooper – serie TV, 5 episodi (1956-1959)
- The 20th Century-Fox Hour – serie TV, episodio 2x18 (1957)
- Telephone Time – serie TV, episodi 2x30-2x33 (1957)
- Panico (Panic!) – serie TV, episodio 1x11 (1957)
- Cheyenne – serie TV, 4 episodi (1957-1962)
- Bourbon Street Beat – serie TV, episodi 1x01-1x16 (1959-1960)
- The Many Loves of Dobie Gillis – serie TV, 19 episodi (1959-1963)
- Tightrope – serie TV, episodio 1x20 (1960)
- Bus Stop – serie TV, episodio 1x09 (1961)
- I detectives (The Detectives) – serie TV, episodio 3x14 (1962)
- The Patty Duke Show – serie TV, 105 episodi (1963-1966)
- Tornerò a primavera (Maybe I'll Come Home in the Spring) – film TV (1971)
- Mod Squad, i ragazzi di Greer (The Mod Squad) – serie TV, 3 episodi (1969-1972)
- A tutte le auto della polizia (The Rookies) – serie TV, 3 episodi (1973-1975)
- Pepper Anderson - Agente speciale (Police Woman) – serie TV, 3 episodi (1974-1978)
- The Patty Duke Show: Still Rockin' in Brooklyn Heights – film TV (1999)